# Уринбаев, Камолиддин Турдимуратович
Камолиддин Турдимуратович Уринбаев — основатель, художественный руководитель и главный дирижер Молодежного симфонического оркестра Узбекистана. C 16 июня 2020 года по настоящее время Ректор Государственной консерватории Узбекистана. Народный артист Узбекистана (2024).

## Биография
Родился в 1985 году. Свое музыкальное образование начал в Музыкальном академическом лицее им. Глиэра, обучаясь игре на скрипке. В 2007 году окончил Государственную консерваторию Узбекистана со степенью бакалавра. Магистратуру окончил в 2009 году в том же вузе. В 2009 году поступил на дирижерский факультет Московской государственной консерватории им. П. И. Чайковского. Учился у Народного артиста Советского Союза Геннадия Рождественского.
Участвовал в южнокорейском конкурсе «Великий шелковый путь» (кор. 그레이트 실크로드), российских телешоу «Новые имена» и «Спиваков приглашает». Участвовал в днях культуры Узбекистана, проводимых в Казахстане. В 1998 году стал лауреатом Международного музыкального фестиваля, проходившего в Кыргызстане, а в 2007 году получил диплом 1-й степени на 2-м международном конкурсе стран Азиатско-Тихоокеанского региона. В 2009 году стал лауреатом Международного фестиваля исполнителей классической музыки государств-участников СНГ «Кремлёвские звёзды».
Дирижировал Российским государственным академическим симфоническим оркестром, Национальным симфоническим оркестром Украины, Большим симфоническим оркестром, Симфоническим оркестром Ипполитова-Иванова, Бранденбургским симфоническим оркестром, Национальным симфоническим оркестром Узбекистана.
Он также выступал в Большом театре в качестве оперного дирижера. Дирижировал операми «Алишер Навои» и «Фиделио».
В 2014 году вместе с группой молодых музыкантов-единомышленников основал Молодежный симфонический оркестр Узбекистана. В августе 2015 года по решению центрального совета молодежного общественного движения «Камолот» оркестр официально начал свою деятельность при этой организации. В 2020 году по решению главы государства оркестр был передан Министерству культуры.

## Награды
- В 2014 году награжден знаком «Знак Узбекистана». В декабре этого же года Указом Президента Ислама Каримова ему было присвоено звание «Заслуженный артист Узбекистана».
- Орден «Дружба» (30 августа 2022 года, Азербайджан) — за заслуги в развитии культурных связей между Азербайджанской Республикой и Республикой Узбекистан[10][11].
- Народный артист Узбекистана (24 августа 2024 года) — за выдающиеся заслуги в укреплении независимости Родины, эффективной реализации широкомасштабных реформ на пути строительства Нового Узбекистана, яркий талант, многогранную творческую и научно-практическую деятельность, направленные на повышение духовности нашего народа, развитие сфер науки, образования, литературы, культуры и искусства, воспитание молодёжи в духе любви и преданности своей стране, уважения общечеловеческих ценностей, а также за активное участие в общественной жизни[12].